# SMAP 004
Albums de SMAP
SMAP 003
(1993) SMAP 005
(1994)
Singles
1. Egao no GENKI
Sortie : 11 novembre 1992
2. Yuki ga Futte Kita
Sortie : 12 décembre 1992
3. Zutto Wasurenai
Sortie : 3 mars 1993

SMAP 004 est le quatrième album studio du boys band japonais SMAP.

## Présentation
L'album sort le 7 juillet 1993 sur le label Victor Entertainment, il atteint la 3e place du classement hebdomadaire des ventes de l'Oricon.
Il comprend les trois singles sortis auparavant dont : Egao no Genki en septembre 1992, Yuki ga Futte Kita en décembre 1992 (les deux singles qui n'ont pas été retenus dans le troisième album SMAP 003 sorti en janvier 1993, six mois avant leur quatrième) et Zutto Wasurenai sorti en mars 1993. Les singles Yuki ga Futte Kita et Zutto Wasurenai seront réenregistrés dans une autre version pour l'album.
L'album est en effet varié en genres musicaux comme le disco (à la piste n°1), le rock (les pistes n°8 et 10) ou des chansons douces (comme la piste n°9) ainsi qu'en divers thèmes comme l'amour, la joie/fête ou la tristesse. Certaines chansons sont interprétées par les membres du groupe en solo (sauf Tsuyoshi Kusanagi, le quatrième membre qui ne fait que les chœurs dans quasiment toutes les chansons).
C'est aussi le premier album sur lequel les membres sont absents sur sa couverture, et dans lequel les membres interprètent les chansons en solo.

## Formation
- Masahiro Nakai : leader; chant principal; en solo sur la piste n°11
- Takuya Kimura : chant principal ; en solo sur la piste n°10
- Goro Inagaki : chœurs; en solo sur la piste n°9
- Tsuyoshi Kusanagi : chœurs
- Shingo Katori : chœurs; chant principal sur la piste n°7
- Katsuyuki Mori : chant secondaire; en solo sur la piste n°4

## Liste des titres
- Paroles écrites par[réf. nécessaire] : 
  - Megumi Ogura (piste n°2, 6 et 10)
  - Aida Takeshi (piste n°5, 8 et 11)
  - Tozawa Nobuyoshi (piste n°1 et 7)
  - Yumi Yoshimoto (piste n°4)
  - Satoru Wakako (piste n°9)
  - Hiromi Mori (piste n°3 et les 2 dernières)

| CD    | CD                                                                         | CD                                      | CD    | CD | CD | CD | CD | CD | CD |
| No    | Titre                                                                      | Traduction                              | Durée |    |    |    |    |    |    |
| ----- | -------------------------------------------------------------------------- | --------------------------------------- | ----- | -- | -- | -- | -- | -- | -- |
| 1.    | Pocket ni seishun no FUN FUN FUN (ポケットに青春のFUN FUN FUN)             |                                         | 3:40  |    |    |    |    |    |    |
| 2.    | Kanashii Hodo Aoi Sora (かなしいほど青い空)                                | Un ciel bleu triste                     | 5:16  |    |    |    |    |    |    |
| 3.    | Zutto Wasurenai (Album Version) (ずっと忘れない)                           | Vous n'oublierez jamais                 | 5:56  |    |    |    |    |    |    |
| 4.    | Eien ni Dakishimetai (永遠に抱きしめたい)                                  | Je veux te tenir la main pour toujours  | 4:27  |    |    |    |    |    |    |
| 5.    | Gogatsu no Kaze wo Dakishimete (5月の風を抱きしめて)                       | Embrassez le vent de mai                | 4:34  |    |    |    |    |    |    |
| 6.    | Shiawase ni Natte yo (幸せになってよ)                                      | Être heureux                            | 4:29  |    |    |    |    |    |    |
| 7.    | Nichiyōbi no ANIKI no Yabu (日曜日のアニキの役)                            | Rôle de grand frère pendant le dimanche | 4:32  |    |    |    |    |    |    |
| 8.    | Sore Demo Kimi wo Suki ni Naru (それでも君を好きになる)                    | Je t'aime encore                        | 4:22  |    |    |    |    |    |    |
| 9.    | September Rain                                                             | La pluie de septembre                   | 4:27  |    |    |    |    |    |    |
| 10.   | Konna ni Boku wo Setsunaku Sareteru no ni (こんなに僕を切なくさせてるのに) | Même si c'est douloureux pour moi       | 4:30  |    |    |    |    |    |    |
| 11.   | Nakitai Kimochi (泣きたい気持ち)                                           | Une envie de pleurer                    | 5:22  |    |    |    |    |    |    |
| 12.   | Egao no GENKI (笑顔のゲンキ)                                               |                                         | 4:33  |    |    |    |    |    |    |
| 13.   | Yuki ga Futte Kita (Album Version) (雪が降ってきた)                        | De la neige qui tombe                   | 5:05  |    |    |    |    |    |    |
| 58:73 |                                                                            |                                         |       |    |    |    |    |    |    |